# Єгерухай
Єгерухай (рос. Егерухай; адиг. Еджэрыкъуай) — аул Кошехабльського району Адигеї Росії. Входить до складу Єгерухайського сільського поселення.
Населення —  1620 осіб (2015 рік).